# Второе правительство Израиля
Второе правительство Израиля (ивр. ממשלת ישראל השנייה‎) находилось у власти в период первого Кнессета, с 1 ноября 1950 по 8 октября 1951. После отставки предыдущего кабинета Давид Бен-Гурион 17 октября 1950 предпринял попытку сформировать правительство меньшинства из представителей партии «Мапай» и «Объединения сефардов и восточных евреев», но оно не получило поддержки Кнессета. Через два дня после этого президент Израиля Х. Вейцман предложил сформировать правительство лидеру Прогрессивной партии П. Розену, но эта попытка также не увенчалась успехом. Окончательно сформировать новое правительство удалось Бен-Гуриону к 1 ноября 1950.
Партийный состав коалиционного правительства был тем же, что и в Первом правительстве: Мапай, Объединенный религиозный фронт, Прогрессивная партия, Объединение сефардов и восточных евреев и Демократический список Назарета.
В персональном составе второго кабинета министров произошли некоторые перестановки: Давид Ремез занял пост министра образования, сменив З.Шазара, который не вошёл в состав из нового кабинета, Дов Йосеф сменил Д.Ремеза на посту министра транспорта, а Пинхас Лавон, в свою очередь, сменил Йосефа на посту министра сельского хозяйства. Министром торговли и промышленности был назначен Яаков Гери, не являвшийся депутатом Кнессета, также в состав кабинета был включён заместитель министра транспорта Реувен Шери.

## Состав правительства
| Второе правительство Израиля                                                      | Второе правительство Израиля | Второе правительство Израиля              |
| Должность                                                                         | Имя, фамилия                 | Партия                                    |
| --------------------------------------------------------------------------------- | ---------------------------- | ----------------------------------------- |
| Премьер-министр Министр обороны                                                   | Давид Бен-Гурион             | «МАПАЙ»                                   |
| Министр сельского хозяйства                                                       | Пинхас Лавон                 | «МАПАЙ»                                   |
| Министр образования и культуры                                                    | Давид Ремез                  | «МАПАЙ»                                   |
| Министр иностранных дел                                                           | Моше Шарет                   | «МАПАЙ»                                   |
| Министр финансов                                                                  | Элиэзер Каплан               | «МАПАЙ»                                   |
| Министр здравоохранения Израиля Министр внутренних дел Министр иммиграции Израиля | Хаим Моше Шапира             | «Объединенный религиозный фронт»          |
| Министр юстиции                                                                   | Пинхас Розен                 | Прогрессивная партия                      |
| Министр труда и социальной защиты                                                 | Голда Меир                   | «МАПАЙ»                                   |
| Министр внутренней безопасности                                                   | Бехор-Шалом Шитрит           | «Объединение сефардов и восточных евреев» |
| Министр по делам религий и жертв войны                                            | Иегуда-Лейб Маймон           | "Объединенный религиозный фронт           |
| Министр торговли и промышленности                                                 | Яаков Гери                   | Не был депутатом Кнессета                 |
| Министр транспорта                                                                | Дов Йосеф                    | «МАПАЙ»                                   |
| Министр благосостояния                                                            | Ицхак-Меир Левин             | «Объединенный религиозный фронт»          |
| Заместитель министра транспорта                                                   | Реувен Шери                  | «МАПАЙ»                                   |